# Expéditions du Touat (1645-1652)
Les expéditions du Touat, sont une série de raids menés par le chérif alaouite Moulay Mohammed, alors caïd du Tafilalet, entre 1645 et 1652.  

## Contexte
L'histoire du Maroc a toujours été liée à un axe nord-sud tant économiquement que politiquement. L'attrait des richesses provenant du commerce du Sud a toujours attisé les convoitises des dynasties marocaines. Les oasis du Touat n'y échapperons pas. Dès le début du XVIe siècle, les Saadiens imposent leur autorité dans ces oasis, et nomment des caïds, qui prélèvent les impôts et dressent des listes des matières imposables. Cette autorité saadienne demeure jusqu'en 1604, à la mort d'Ahmed al-Mansour, qui plonge le pays dans une période d'anarchie. Quelques décennies plus tard, la puissante dynastie des chérifs alaouites du Tafilalet s'impose dans une large partie du Sahara. Moulay Mohammed réussit à étendre son pouvoir dans tout le sud-est marocain. Celui-ci, désireux d'étendre son territoire, tourne alors les yeux encore plus à l'est. 
Le Touat est une région prospère grâce au commerce transsaharien. C'est un point de transit connu pour les caravanes qui traversent le désert en direction de Sijilmassa et Tlemcen. De plus, il est contrairement à Sijilmassa, une oasis où la sécheresse n'affectent pas l'approvisionnement en eau des habitants. En effet, ces habitants ont développé une technologie de drainage de l'eau leur permettant d'extraire l'eau des nappes phréatiques. Ce sont les raisons qui vont pousser Moulay Mohammed à y mener des expéditions.

## Déroulement
Moulay Mohammed mène deux expéditions au Touat en 1645 et 1652. Il y séjourne quatre mois lors de sa première expédition, puis sept mois lors de la seconde. Il réussit à imposer sa souveraineté sur ces oasis. En effet, Moulay Mohammed y installe des garnisons et des gouverneurs, qui y prélèvent des impôts.
Il se rend ainsi maître d'un Etat centré sur le Tafilalet et orienté vers l'espace saharien. Coincé par les Dilaïtes à l'ouest qui l'empêchent d'avoir accès à l'Atlantique, et les Turcs d'Alger au nord jusqu'à la conquête d'Oujda en 1647, le contrôle des voies commerciales et la mainmise sur le Touat sont dès lors primordiaux pour la viabilité de son Émirat. Ses successeurs maintiendront plus ou moins leur autorité sur les oasis, en veillant à la perception des impôts, jusqu'à la conquête française.[réf. à confirmer]

## Conséquences
Dans les années qui suivent cette expédition, la régence d'Alger n'exprime pas la volonté, ou bien serait incapable d'intervenir dans le Touat comme en 1579 et 1589. Le désintérêt croissant des Alaouites occupés à imposer leur autorité au nord du Maghreb al Aqsa fait qu'ils délègueront à leur caïds du Tafilalet le recouvrement d'un impôt, ou qu'ils ne s'opposeront pas aux rezzou des nomades venus du sud marocain sur les ksours du Touat. Les Alaouites usent donc d'une pratique politique ancienne consistant à s'appuyer sur les nomades arabes pour établir une conquête puis de leur laisser les terres en fief sur lequel ils peuvent razzier.

## Sources

### Sources bibliographiques
1. ↑  Ann Mercer 1974, p. 48
2. 1 2  Barbier 2003, p. 39
3. ↑  Bellil 1999, p. 128
4. ↑  Bellil 1999, p. 129

#### Francophone
- Maurice Barbier, Le conflit du Sahara occidental, Editions L'Harmattan, 2003, 420 p. (lire en ligne)
- Rachid Bellil, Les oasis du Gourara (Sahara algérien), Peeters Publishers, 1999, 307 p. (ISBN 978-90-429-0721-8, lire en ligne)

#### Anglophone
- (en) Patricia Ann Mercer, Political and military developments within Morocco during the early Alawi Period (1659-1727), British Thesis Service L'Harmattan, 1974, 353 p. (lire en ligne)